# Costa del Azahar

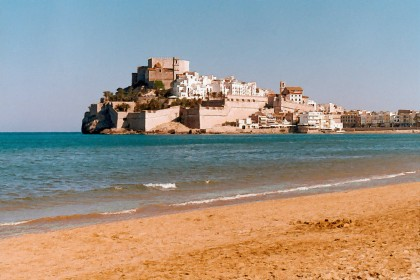
Peníscola

Costa del Azahar (spanisch für ‚Küste der Orangenblüte‘, katalanisch Costa dels Tarongers für ‚Küste der Orangenbäume‘) bezeichnet tourismusgeographisch den Küstenabschnitt der spanischen Provinzen Castellón und Valencia am Golf von Valencia, von Alcanar bis Oliva.
Die Küste erstreckt sich über gut 200 Kilometer, vor der Küste liegen im westlichen Mittelmeer die Balearen.
Bekannte Orte an dessen Küste sind Vinaròs, Peñíscola, Benicàssim, Castellón de la Plana, Sagunt, Valencia, Cullera, Gandía, Oliva.
Der Begriff Costa del Azahar wurde in den 1950er Jahren zum Zwecke der touristischen Vermarktung geschaffen. Ebenso wie bei anderen Küsten (Costa Brava, Costa Blanca, Costa del Sol etc.) handelt es sich nicht um eine historische Bezeichnung. Zunächst war Costa del Azahar die geotouristische Bezeichnung ("denominación geoturistica") für den Küstenabschnitt der Provinzen Castellón und Valencia. Später wurde die Verwendung auf die Küste der Provinz Castellón beschränkt. Heute wird der Begriff von keiner der beiden Provinzen mehr verwendet. Sie vermarkten ihre Küsten unter den Bezeichnungen Costa de Castellón bzw. Costa de Valencia.